# José Alguacil
José Luis Alguacil (nacido el 9 de agosto de 1972) es un entrenador de béisbol profesional venezolano y exjugador de cuadro y mánager. Se desempeñó como entrenador de primera base de los Gigantes de San Francisco de las Grandes Ligas de Béisbol (MLB) durante tres temporadas después de ser nombrado para el cargo el 7 de noviembre de 2016.<!R0><!R1> Originario de Caracas, jugó béisbol de ligas menores en las organizaciones de los Gigantes y los Medias Blancas de Chicago, así como en las ligas independientes, de 1993 a 2001.<!R2><!R3> Alguacil fue catalogado como de 6 pies y 2 pulgadas (1,88 m) de alto y 200 libras (91 kg). Bateó con la mano izquierda y lanzó con la mano derecha.
Alguacil empezó su carrera de mánager en New York–Penn League con los Expos de Vermont, pasando tres años con el club. En 2007, se reincorporó a los Giants como instructor de jugador de cuadro de ligas menores, y trabajó durante ocho años (hasta 2014) en ese puesto antes de regresar a la gerencia.<!R4> Jugó un papel en el desarrollo de su compatriota Pablo Sandoval cuando Sandoval ascendió a través del sistema de los Gigantes.
Luego dirigió a los Richmond Flying Squirrels en 2015 y a los Sacramento River Cats en 2016, compilando un récord de 141-143 (.490).<!R5><!R6>
En Venezuela jugó con Cardenales de Lara y Leones del Caracas.<!R7>
En 2019 fue coach de banca de los Leones del Caracas, equipo al cual dirige desde el año 2021. En la temporada 2022-23 finalmente logra llevar a los melenudos a obtener su vigésimo primer campeonato en su historia luego de una larga sequía de 13 años sin saborear las mieles del triunfo.